# پاول پاشایف
پاول پاشایف (ترکی آذربایجانی: Pavel Vaqif oğlu Paşayev؛ زادهٔ ۴ ژانویهٔ ۱۹۸۸) بازیکن فوتبال اهل اوکراین است.
از باشگاه‌هایی که در آن بازی کرده‌است می‌توان به باشگاه فوتبال کریفباس کریفیی ریه، باشگاه فوتبال قبله، باشگاه فوتبال متالورگ زاپروژیا، باشگاه فوتبال دنیپرو، و باشگاه فوتبال کارپاتی لویو اشاره کرد.
وی همچنین در تیم‌های ملی فوتبال Ukraine national under-16 football team, Ukraine national under-17 football team, Ukraine national under-18 football team, Ukraine national under-19 football team، زیر ۲۱ سال اوکراین، اوکراین، و جمهوری آذربایجان بازی کرده‌است.